# 赤道ギニアの鉄道
赤道ギニアの鉄道では、赤道ギニアにおける鉄道について記す。2015年現在、鉄道は運行されていない。

## 隣接国との鉄道接続状況
- カメルーン - 接続なし
- ガボン - 接続なし